# 薩爾茨伯德河
50°40′40″N 8°42′21″E / 50.677730°N 8.705897°E

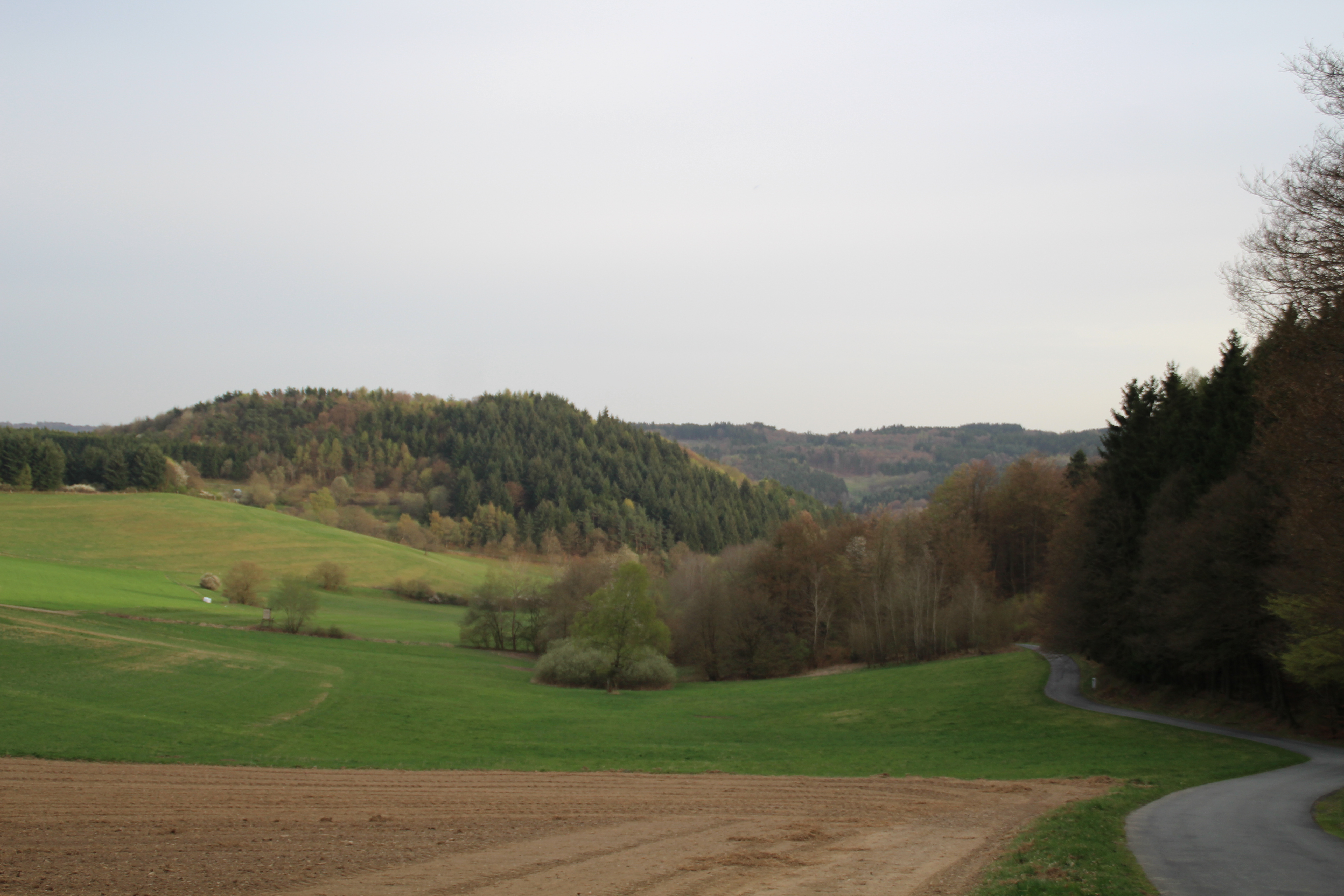

薩爾茨伯德河（德語：Salzböde），是德國的河流，位於該國中部，由黑森州負責管轄，屬於蘭河的右支流，河道全長27.6公里，流域面積137.9平方公里，河口處在洛拉爾附近。